# Abbacchio

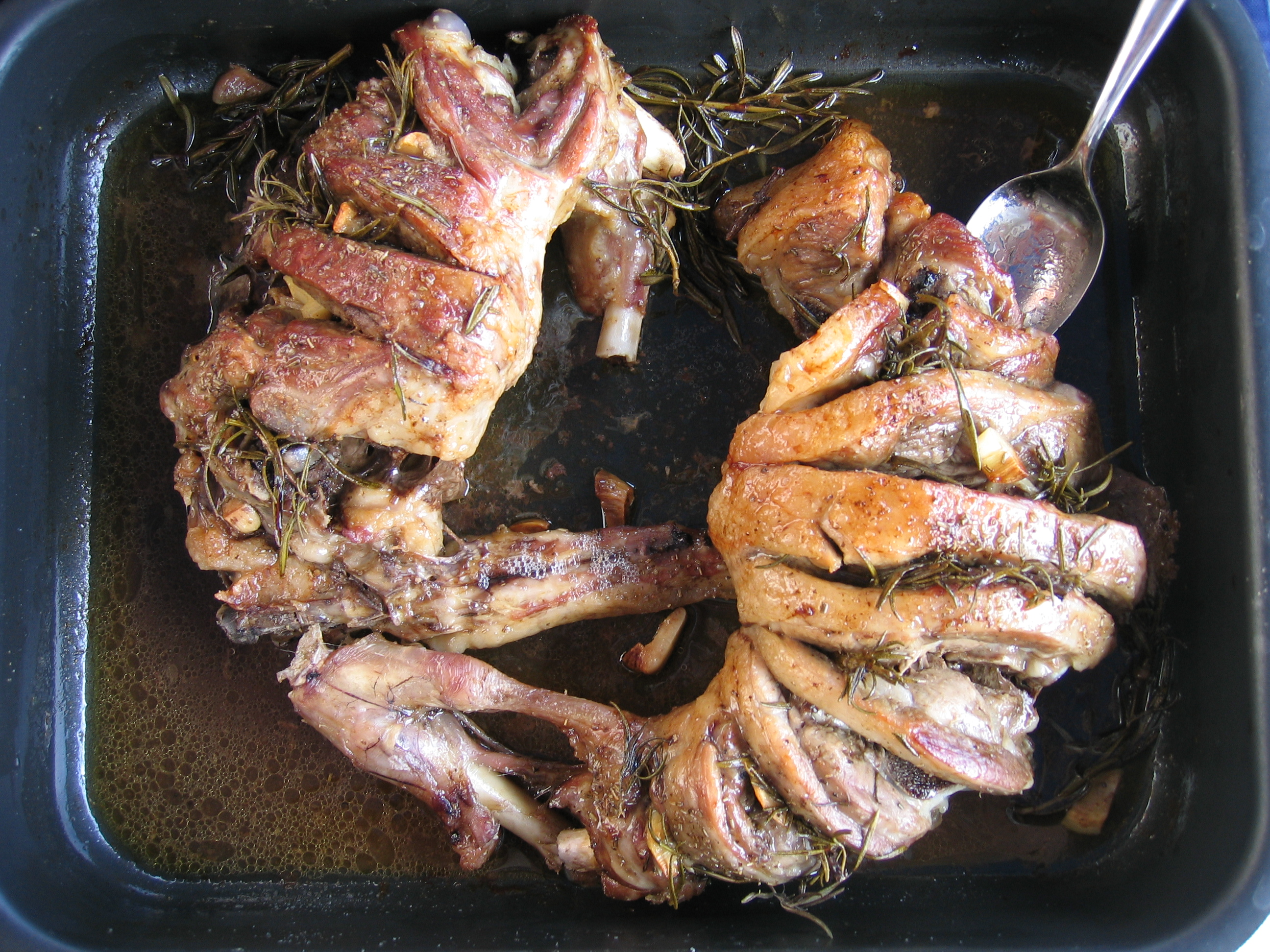
Abbacchio pascal.

Abbacchio est un terme italien qui désigne un agneau de lait destiné à l'abattoir, très apprécié dans la cuisine romaine et italienne en général. Ces jeunes agneaux proviennent majoritairement d'Italie, même si une partie de la production provient de Nouvelle-Zélande.
Il y a trois classifications d'agneaux en fonction de leur poids :
- abbacchio : agneau de lait à peine âgé d'un mois et pesant en général entre 4 et 6 kg ;
- agnello leggero : agneau plus vieux, pesant de 7 à 8 kg ;
- agnello da taglio : le plus gros des abbacchi, de 10 à 13 kg.

L'abbacchio alla romana ou à la romaine, l'abbacchio alla cacciatora ou cacciatiore (préparé avec des tomates, oignons, champignons, herbes, et parfois du vin) et enfin les costolette di abbacchio a scottadito ou côtelettes grillées de petit agneau, sont des recettes italiennes typiques à base d'agneau de lait.
Depuis 2009, l’abbacchio romano est enregistré comme Indicazione geografica protetta.